# Dichochrysa sierra
Dichochrysa sierra is een insect uit de familie van de gaasvliegen (Chrysopidae), die tot de orde netvleugeligen (Neuroptera) behoort. 
Dichochrysa sierra is voor het eerst wetenschappelijk beschreven door Banks in 1924.